# Primera División de Uruguay 1952

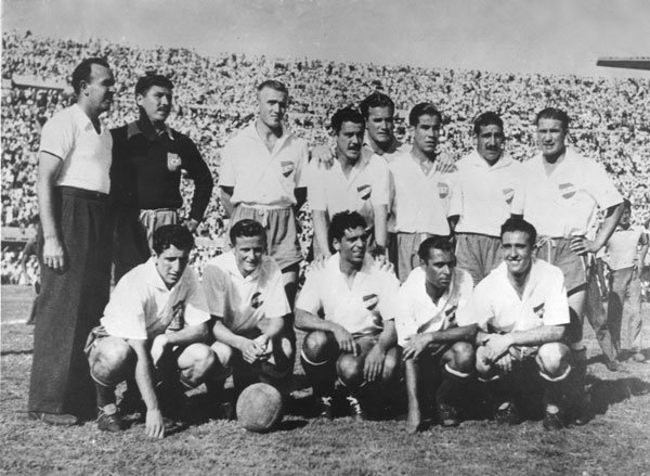

Liga Profesional de Primera División 1952 var den 50:e säsongen av Uruguays högstaliga i fotboll, och 21:a säsongen som ligan spelades på professionell nivå. Ligan spelades som ett seriespel där samtliga lag mötte varandra vid två tillfällen. Totalt spelades 90 matcher med 329 gjorda mål.
Nacional vann sin 22:a titel som uruguayanska mästare.

## Deltagande lag
10 lag deltog i mästerskapet, samtliga från Montevideo.

## Resultat
| Nr | Lag            | S  | V  | O | F  | GM | IM | MS  | P  |
| -- | -------------- | -- | -- | - | -- | -- | -- | --- | -- |
| 1  | Nacional       | 18 | 15 | 1 | 2  | 59 | 20 | +39 | 31 |
| 2  | Peñarol        | 18 | 15 | 1 | 2  | 46 | 14 | +32 | 31 |
| 3  | Rampla Juniors | 18 | 6  | 7 | 5  | 34 | 29 | +5  | 19 |
| 4  | Danubio        | 18 | 7  | 4 | 7  | 33 | 28 | +5  | 18 |
| 5  | River Plate    | 18 | 7  | 2 | 9  | 29 | 34 | −5  | 16 |
| 6  | Cerro          | 18 | 6  | 3 | 9  | 24 | 28 | −4  | 15 |
| 7  | CA Defensor    | 18 | 5  | 5 | 8  | 29 | 40 | −11 | 15 |
| 8  | Liverpool      | 18 | 4  | 5 | 9  | 19 | 42 | −23 | 13 |
| 9  | Central FC     | 18 | 4  | 4 | 10 | 29 | 45 | −16 | 12 |
| 10 | IA Sud América | 18 | 3  | 4 | 11 | 27 | 49 | −22 | 10 |

## Playoff
|  | 25 februari 1953 | Nacional                                                 | 4 – 2   | Peñarol                                     | Estadio Centenario | |
|  |                  | Julio Pérez 24′ Jorge Enrico 28′, 45′ Javier Ambrois 44′ | (4 – 1) | Óscar Míguez 42′ José Santamaría 46′ (sjm.) | Montevideo · Publik: 30 000 · Domare: Juan Carlos Armental, Washington Rodríguez, Orosmán Rivera Fasoli · Rött kort: 44' Alcides Ghiggia (Peñarol) · 44' Óscar Míguez (Peñarol) · 78' Walter Holdoway (Nacional) | Montevideo · Publik: 30 000 · Domare: Juan Carlos Armental, Washington Rodríguez, Orosmán Rivera Fasoli · Rött kort: 44' Alcides Ghiggia (Peñarol) · 44' Óscar Míguez (Peñarol) · 78' Walter Holdoway (Nacional) |
|  |                  |                                                          |         |                                             | Montevideo · Publik: 30 000 · Domare: Juan Carlos Armental, Washington Rodríguez, Orosmán Rivera Fasoli · Rött kort: 44' Alcides Ghiggia (Peñarol) · 44' Óscar Míguez (Peñarol) · 78' Walter Holdoway (Nacional) | Montevideo · Publik: 30 000 · Domare: Juan Carlos Armental, Washington Rodríguez, Orosmán Rivera Fasoli · Rött kort: 44' Alcides Ghiggia (Peñarol) · 44' Óscar Míguez (Peñarol) · 78' Walter Holdoway (Nacional) |
|  |                  |                                                          |         |                                             | Montevideo · Publik: 30 000 · Domare: Juan Carlos Armental, Washington Rodríguez, Orosmán Rivera Fasoli · Rött kort: 44' Alcides Ghiggia (Peñarol) · 44' Óscar Míguez (Peñarol) · 78' Walter Holdoway (Nacional) | Montevideo · Publik: 30 000 · Domare: Juan Carlos Armental, Washington Rodríguez, Orosmán Rivera Fasoli · Rött kort: 44' Alcides Ghiggia (Peñarol) · 44' Óscar Míguez (Peñarol) · 78' Walter Holdoway (Nacional) |